# المجلس القومي للسكان (مصر)
المجلس القومي للسكان هو مجلس حكومي مصري أنشئ للتصدي للمشكلة السكانية في مصر ويتبع وزير الصحة والسكان.

## تاريخ المجلس
- في عام 1963 تم اعداد الميثاق الوطني الذي أعلن المبادرة من اجل تنظيم الأسرة وتم تأسيس الجمعية المصرية لتنظيم الاسرة وخضعت الي وزارة الشئون الاجتماعية
- في عام 1965 أنشئ المجلس الأعلي لتنظيم الأسرة لتخطيط وتنسيق الأنشطة لتقديم خدمات تنظيم الأسرة
- في عام 1972 أعيد تشكيل هذا المجلس بأسم المجلس الأعلي لتنظيم الأسرة والسكان وأعلنت الحكومة سياسة قومية جديدة للسكان لمدة عشر سنوات عرفت بالمدخل الاجتماعي والاقتصادي لخفض الإنجاب.
- في عام 1985 صدر القرار الجمهوري رقم 19 لسنة 1985 بإعادة تشكيل المجلس تحت اسم المجلس القومى للسكان برئاسة السيد رئيس الجمهورية ليكون مسئول عن مواجهة المشكلة السكانية جنباً إلى جنب مع بعض الأجهزة الحكومية والأهلية التي تعاونه في تحمل هذه المسئولية.
- في عام 1996 صدر القرار الجمهورى رقم 32 لعام 1996 ليصبح المجلس برئاسة السيد رئيس الوزراء.
- في عام 2002 صدر القرار الجمهوري رقم 218 لسنة 2002 ليصبح المجلس برئاسة وزير الصحة والسكان .

## وصلات خارجية
- الصفحة الرسمية للمجلس القومي للسكان